# Qiryat Yam
Qiryat Yam (en hebreu, קריית ים) és una ciutat al districte de Haifa d'Israel, situada a la costa mediterrània i a uns 10 km al nord de Haifa. Fou fundada el 1940, i actualment forma part de l'àrea metropolitana de Haifa, dintre d'un grup de ciutats satèl·lit anomenades ha-Qerayot.
Aproximadament uns 20.000 habitants de la ciutat van arribar després del 1990 procedents de l'URSS.

## Ciutats agermanades
- Créteil, île-de-France (France)
- Friedrichshain-Kreuzberg, Berlin (Germany)
- Makó (Hungary)
- Poti (Georgia)
- Sighetu Marmației (Romania)